# マリーローズ・テシエ
マリー＝ローズ・テシエ（Marie-Rose Tessier、旧姓ブソー（Bousseau）、1910年5月21日 - ）は、フランスのスーパーセンテナリアン。2023年1月17日以降、フランス国内で存命中の最年長者、世界ではエセル・ケータハムに次ぐ存命中の2番目の長寿者となっている。

## 生涯
マリー＝ローズ・アンリエット・オーギュスティーヌ・ブソーは、1910年5月21日、フランス・ヴァンデ県ボープレペールで生まれた。
父アレクシ・オーギュスト・ブソー（1868年–1935年）は農夫、母マリー・エルネスティーヌ・ローズ・デュラン（1876年–1962年）は専業主婦だった。両親は1898年に結婚している。マリー＝ローズは4人きょうだいの末っ子で、唯一の娘だった。彼女が生まれる前に祖父母は全員他界していた。
1927年11月14日、オーギュスト・シャルル・テシエ（1904年–1944年）と結婚。  2人の娘、ドニーズ・マリー・ローズ・オーギュスティーヌ（1928年–2020年）とイヴェット・ルイーズ・ウジェニー（1929年–2010年）をもうけた。
1944年4月18日、夫は第二次世界大戦中にエーヌ県テルニエで戦死し、マリー＝ローズは33歳で未亡人となった。
その後、彼女はフジェールやパリに居住し、引退後に故郷のヴァンデに戻った。
2010年からは、レ・サーブル＝ドロンヌの介護施設（EHPAD）で生活している。
2023年1月17日、リュシル・ランドンの死去により、フランス最年長の生存者となった。